# Jukuren
Jukuren (dt. Erfahrene) wird im deutschsprachigen Raum als Karate für Menschen ab ca. 35 Jahren verstanden und oft mit Karate für Späteinsteiger gleichgesetzt. Es handelt sich um einen Breitensport mit den Zielen Fitness und Gesundheit. Trainiert wird traditionelles Karate mit Kata und Partnerübungen, dagegen kein oder kaum Jiyu-Kumite. Die Bewegungen werden langsamer ausgeführt als im Jugendtraining. Es finden regelmäßig Jukuren-Lehrgänge statt und es existieren sowohl Jukuren-Gruppen in allgemeinen Karate-Vereinen, als auch eigene Jukuren-Vereine.
In Japan sind Jukuren dagegen höhere Dan-Träger.
In Deutschland war der Karate-Pionier Fritz Nöpel im Bereich des Jukuren sehr engagiert und hat auch ein spezielles Kata, Jukuren no Kata, entwickelt.